# Алтайское сельское поселение
Се́льское поселе́ние «Алтайское» (бур. Алтайн hомон) — муниципальное образование в Кяхтинском районе Бурятии Российской Федерации.
Административный центр — улус Усть-Дунгуй.

## История
Статус и границы сельского поселения установлены Законом Республики Бурятия от 31 декабря 2004 года № 985-III «Об установлении границ, образовании и наделении статусом муниципальных образований в Республике Бурятия».

## Население
| 2002 | 2011 | 2012 | 2013 | 2014 | 2015 | 2016 |
| ---- | ---- | ---- | ---- | ---- | ---- | ---- |
| 854  | ↘707 | ↘686 | ↗688 | ↘678 | ↘670 | ↘640 |
| 2017 | 2018 | 2019 | 2020 | 2021 | 2023 | 2024 |
| ↘622 | ↘603 | ↘577 | ↘560 | ↗589 | ↘570 | ↘552 |

## Состав сельского поселения
| № | Населённый пункт | Тип населённого пункта       | Население |
| - | ---------------- | ---------------------------- | --------- |
| 1 | Усть-Дунгуй      | улус, административный центр | ↘552      |